# عزيز شريف

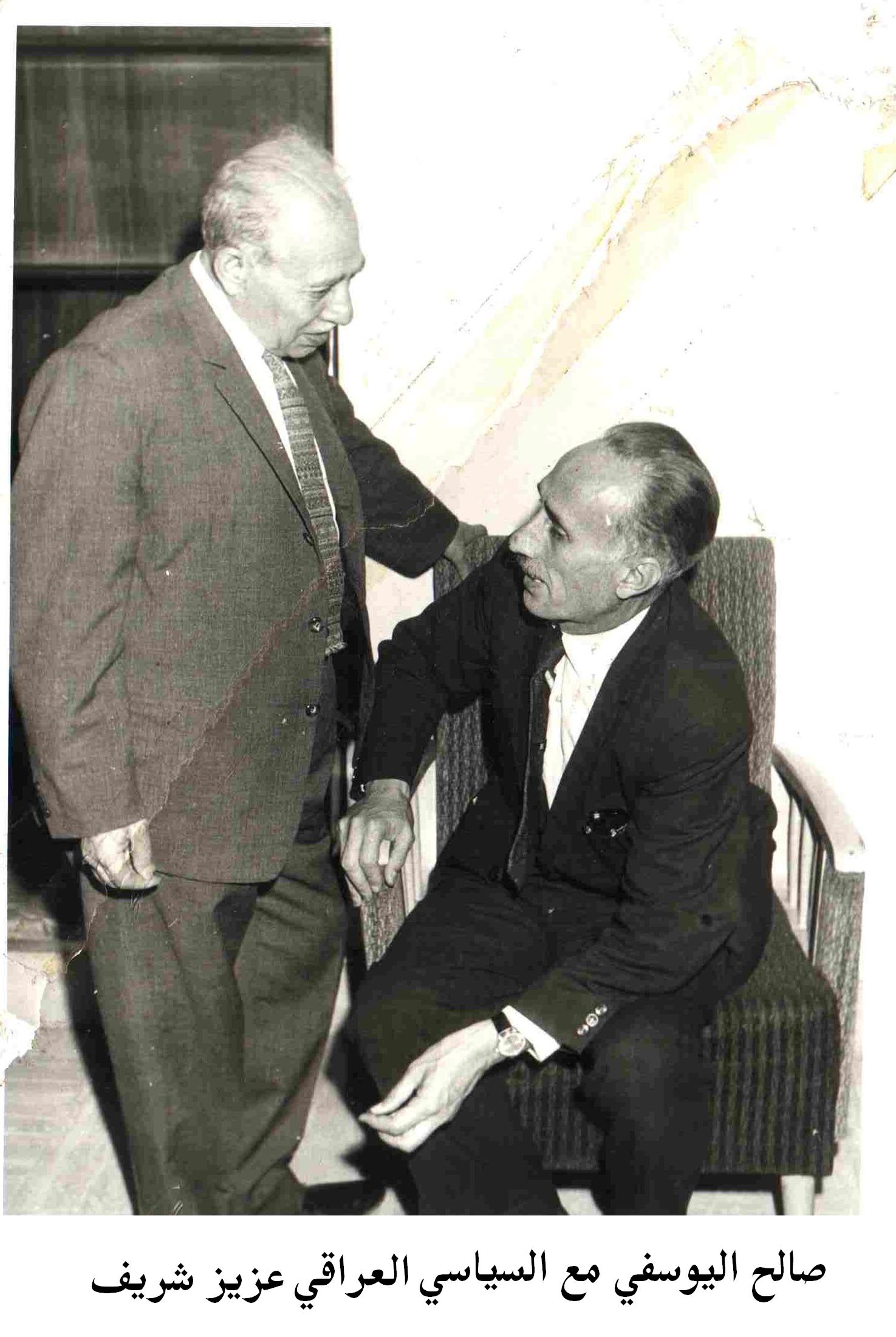
عزيز شريف مع صالح اليوسفي.

عزيز بن شريف بن عبد الحميد بن حسين بن عبد السلام العاني هو سياسي عراقي، ولد في مدينة عانة في 6 تشرين الثاني 1904، وتوفي في موسكو في 21 نيسان 1990. كان عضوا في الحزب الشيوعي العراقي.
عين عزيز شريف في دوائر الدولة معلماً في مدرسة عنة الابتدائية من 21 أيلول 1925 لغاية 17 أيلول 1927، وكان يدرّس مادة اللغة الإنجليزية، ولكنه دخل بإشكالات عديدة، منها مع مدير المدرسة مجيد الفارس، بسبب مطالبة عزيز شريف، من الطلاب بأن يلبسوا الملابس الرسمية أثناء الدوام وهي البنطال والقميص، أسوةً بطلاب المدارس في بغداد، فوجهت مديرية معارف بغداد، كتابا إلى مدير مدرسة عنة الابتدائية، وإلى المعلم عزيز شريف، يطلب منهما التعاون والتكاتف، لكثرة الشكاوى بينهما، كما دخل بخلاف مع معاون شرطة عنة علي غالب، الذي زار المدرسة التي يدرّس فيها عزيز شريف، حيث وجدوا الطلاب يتكلمون بعض الكلمات الإنجليزية، نتيجة التكرار أثناء الدرس، وبعدها أراد معاون الشرطة من عزيز شريف أن يعلمه اللغة الإنجليزية، فأجابه عزيز شريف أن التعليم ليس حاجة عندي أعطيك إياها، ولا هو شيء سهل لأنه يعتمد على الجهد والمثابرة، فلم يرضه هذا الجواب، وبعدئذ قام علي غالب بملاحقة عزيز شريف، عندما أصبح معاون شرطة بغداد، لأنه لم ينس جواب عزيز شريف هذا.
درس الحقوق في ثلاثينات القرن العشرين، وعمل محاميا وقاضيا حتى أصبح عضوا في محكمة الاستئناف، حيث أنه بعد السماح له بإكمال دراسته الثانوية، قدّم عزيز شريف استقالته من التعليم، فأكمل الدراسة الثانوية وكلية الحقوق في بغداد، وبعدها مارس المحاماة متنقلاً بين بغداد والبصرة، واصبح عضواً في نقابة المحامين للمدة بين 12 تشرين الأول 1931 لغاية 25 تشرين الأول 1933.
بدأ عزيز شريف، مشواره المهني بالدفاع عن الحريات الصحفية والوطنية، فكان من ضمن محامي الدفاع في قضية الصحفي إبراهيم صالح شكر، رئيس تحرير صحيفة الأماني القومية، في 10 تشرين الثاني 1931، الذي نشر مقالاً في العدد الأول من هذه الصحيفة بعنوان «حفنة تراب على مرقد الباجه جي مزاحم الأمين».
صدر أمر تعيين عزيز شريف في وزارة العدلية، فعين قاضيا في المحكمة المدنية الكبرى في البصرة بتاريخ 26 تشرين الأول 1933، وأوكلت إليه مساعدة قاضي الجزاء والصلح عند الحاجة، إضافة إلى وظيفته، ومنح سلطة حقوقية محدودة لدراسة القضايا الحقوقية التي تودع إليه من رئاسة المحكمة العدلية في البصرة، ومتابعته القضايا البدائية في محكمة صلح أبي  الخصيب، ثم نسب قاضياً في محكمة التحقيق في البصرة، لكنه لم يستمر طويلا، إذ ارتأت وزارة العدلية إصدار أمر نقله إلى لواء المنتفك في أيلول 1934، بسبب رفضه إصدار أمر باعتقال أحد الأشخاص المتهمين بالشيوعية، دون توافر الأدلة الكافية، ولكن عزيز شريف رفض أمر نقله، وتطور الأمر بتدخل وزير العدلية جمال رشيد بابان، الذي طلب من عزيز شريف الحضور إلى بغداد، وبقى فيها مدة قليلة، حتى اعتقل هذا الشخص وبعض المتهمين بالشيوعية، فشعر عزيز شريف بتحيز الوزارة ضده، فقدّم استقالته في 27 أيلول 1934، وانضم إلى نقابة المحامين في 2 تشرين الأول 1934.
بقى عزيز شريف يعمل في المحاماة، ففي البصرة وأصبح وكيلاً لأمراء الكويت في البصرة والفاو عام 1937. وعندما أصبح عضواً في مجلس النواب، ممثلاً عن لواء البصرة عام 1937، في وزارة حكمت سليمان، وانتخب عضوا في مجلس نقابة المحامين عام 1941، وبعدها أعيد عزيز شريف للخدمة في وزارة العدلية، إذ صدرت قرار في 10 كانون الثاني 1942، بتعيينه قاضيا في المحاكم المدنية في الصنف الثاني، فباشر في وظيفته في محكمة بداءة الحلة في 22 كانون الثاني 1942، ولم يقتصر عمله على مدينة الحلة؛ بل أسند إليه النظر في دعاوى محكمة صلح الهندية، ولم يلبث طويلا في الحلة، إذ نقل إلى محكمة جزاء بغداد في 17 حزيران 1942، وبعدها إلى محكمة بداءة بغداد في 22 تموز 1942.
أوكلت محكمة البداءة إلى عزيز شريف، النظر في دعاوى الشخصية للمسيحيين والمسلمين الأجانب ودعاوى الاستملاك؛ علاوة على الدعاوى المنفردة، ومنح سلطة بدائية محدودة في النظر بالدعاوى الحقوقية البالغ قيمتها 500 دينار، وشغل منصب نائب الرئيس الثاني في محكمة بداءة بغداد، محل القاضي محمد حسين كبة المتمتع بالإجازة، ثم أصبح عضوا في هيئة المحكمة بصورة دائمية، وأوكلت إليه النظر في الدعاوى الشخصية للملة الموسوية، مدة غياب القاضي برهان الدين الكيلاني، كما كلف بالإشراف على تصفية شركة ترامواي بغداد ـ الكاظمية، فضلاً عن ذلك فقد أصدرت رئاسة محكمة بداءة بغداد، أمرا إداريا يقضي بتوكيل عزيز شريف، النظر في دعاوى الملة الموسوية كافة ابتداء من 14 شباط 1944، ونظر لسوء حالته الصحية، إذ كان يعاني من الربو المزمن، فقد سافر إلى لبنان للعلاج، وبناء على تقرير الطبيب منح إجازة لمدة شهر، وباشر بعدها وظيفته، في 17 تشرين الثاني 1944، يبدو أن عزيز شريف، أثناء سفره إلى لبنان اتصل ببعض القيادات السياسية والحزبية في سوريا ولبنان، ففضل العمل السياسي على العمل الوظيفي وقدم استقالته في 19 تشرين الثاني 1944.
أصدر «رسائل البعث» التي تهدف للتحرر القومي والحياة الديمقراطية، وانضم للهيئة التأسيسية لحزب الشعب في 8 كانون الثاني 1945. وبعد إجازة الأحزاب السياسية سنة 1946، انتخب في 26 نيسان 1946 رئيسا لحزب الشعب، لكن الحزب سحبت إجازته في أيلول 1946. وفي 4 أيلول 1946، حوكم عزيز شريف أمام محكمة جزاء بغداد، وتوكل عنه 55 من أعضاء حزبه وأصدقائه.
ارتبط بالحركة الشيوعية في عام 1948، فانتسب إلى حركة الإصلاح الشعبي وجمعية الأهالي عند تأسيسها، وعمل رئيسا لتحرير جريدة الأهالي لبعض الوقت، لكنه انسحب من جمعية الأهالي بعد عودتها للحياة السياسية نتيجة خلافات مع كامل الجادرجي.
في سنة 1955، سحبت منه الجنسية العراقية بسبب قبوله الخدمة في دولة أجنبية وعدم تركه ذلك رغم طلب الحكومة منه ذلك.
اختير بعد ثورة 14 تموز 1958 رئيسا لمجلس السلم والتضامن العراقي، كما اختير في أيلول 1958 عضو احتياط في اللجنة المركزية للحزب الشيوعي العراقي، وبقي في هذا المنصب حتى سنة 1963. كذلك أصبح مسؤولا لحركة أنصار السلام في سنة 1958، وحصل على جائزة لينين للسلام سنة 1960.
بعد ثورة 8 شباط 1963، أعدم شقيقه عبد الرحيم عضو اللجنة المركزية للحزب الشيوعي، فلجأ إلى مناطق سيطرة الحركة الكردية المسلحة، وسكن في دار مجاور لدار ملا مصطفى بارزاني.
شغل منصب وزير العدل في 31 كانون الأول 1969 خلفا لمهدي الدولعي حتى 1 آب 1971، حيث عين وزير دولة حتى عام 1976. وبسبب علاقته الجيدة مع ملا مصطفى بارزاني وله دور مهم في الوساطة بين الحكومة العراقية والأطراف الكردية والذي نتج عنه بيان 11 آذار 1970.

## عائلته
كان والده الحاج شريف من الشخصيات الدينية المحترمة، ولد في عنة عام 1887، كرس شبابه في دراسة العلوم الدينية في بغداد حتى أصبح إمام وخطيب جامع عنة ورئيس المدرسة الدينية فيها، بالإضافة إلى تدريسه مادة اللغة العربية في مدرسة التفيض في عنة.
تزوج الحاج شريف مرتين، الأولى من فهيمة بنت محمد، وهي من أهالي عنـة، وقد ولدت عام 1883، وأنجـبت له أربعة أولاد وهم عزيز وحكيم وحمدي وعبد الرحيم، كما أنجبت ثلاثة بنات وهن أسمة وآسيا وحمدية، والزوجة الثانية هي نجية فتحي الحاج موسى وأنجبت له بنتين هما بهيجة ووجيهة.
تركت أسرة الحاج شريف مدينة عنة عام 1959 لاتهامهم بالانتماء للحزب الشيوعي، فذهبوا إلى بغداد إذ توفى الحاج شريف هناك عام 1964.
عبد الرحيم شريف كان عضو اللجنة المركزية في الحزب الشيوعي، وقد أعدم بعد ثورة 8 شباط 1963.
أما توفيق منير فهو ابن عم عزيز شريف ومحمد الجلبي زوج بنت حكيم شريف فقد قتلا أيضا في ثورة 8 شباط 1963.

## مذكراته
- مذكرات عزيز شريف، نشرها عصام عزيز شريف في سنة 2010. يمكن الإطلاع عليها من الرابط